# Felix Zwayer
Felix Zwayer (Berlim, 19 de maio de 1981) é um árbitro de futebol. Apita partidas da Bundesliga e competições da UEFA.